# Den intellektuella åskådningens filosofi
Den intellektuella åskådningens filosofi är en bok av filosofen Hans Larsson om den tyska transcendentalfilosofin, utgiven 1920. Ett centralt tema är "motsatsernas enhet", det vill säga att världen och tillvaron framträder motsägelsefull för människan på grund av hennes begränsade förnuft. Larsson diskuterar medvetandets natur utifrån tänkare som Kant, Fichte, Schelling, Hegel och Schiller.
Den mänskliga intuitionens förmåga att skapa enhet mellan motsatser var central såväl i Larssons intuitionsfilosofi som konvergenstanke. På denna punkt anknyter Larsson till Spinozas syntetiska intuitionsbegrepp. Larsson såg som sin uppgift att motverka tillvarons splittrande effekt på det mänskliga psyket. För ett teoretiskt absolut förnuft skulle alla motsatser uppgå till en balanserad och harmonisk helhet. Bakom all introspektion förutsätts en ursprunglig enhet, ett transcendentalt "jag", men inte nödvändigtvis i form av en substans; om detta kan människan ingenting veta.

## Innehåll
1. Förord
2. Kants transcendentala akter
3. Antinomifilosofien
4. Det estetiska problemet hos Kant
5. Den intellektuella åskådningen hos Fichte
6. Handlingslivet enligt Kant och Fichte
7. Schiller om motsatsernas spel
8. Schellings "estetiska åskådning"
9. Tidsvändning. Hegel. Schleiermacher